# Wessjolaja Plota
Wessjolaja Plota (russisch Весёлая Плота) ist ein Weiler (chutor) in der Oblast Kursk in Russland. Er gehört zum Rajon Fatesch und zur Landgemeinde (selskoje posselenije) Bolscheannenkowski selsowjet.

## Geographie
Der Ort liegt gut 47 km Luftlinie nordwestlich des Oblastverwaltungszentrums Kursk im südwestlichen Teil der Mittelrussischen Platte, 12 km nordöstlich des Rajonverwaltungszentrums Fatesch, 3 km vom Sitz des Dorfsowjet – Bolschoje Annenkowo, 116 km von der Grenze zwischen Russland und der Ukraine, am Torrente Plota (im Becken der Swapa).

### Klima
Das Klima im Ort ist wie im Rest des Rajons kalt und gemäßigt. Es gibt während des Jahres eine erhebliche Niederschlagsmenge. Dfb lautet die Klassifikation des Klimas nach Köppen und Geiger.

## Bevölkerungsentwicklung
| Jahr | Einwohner |
| ---- | --------- |
| 2002 | 40        |
| 2010 | 11        |

Anmerkung: Volkszählungsdaten

## Verkehr
Wessjolaja Plota liegt 12,5 km von der Fernstraße föderaler Bedeutung M2 „Krim“ als Teil der Europastraße E105, 20,5 km von der Straße regionaler Bedeutung 38K-018 (Kursk – Ponyri), 10 km von der Straße 38K-039 (Fatesch – 38K-018), 3 km von der Straße interkommunaler Bedeutung 38N-210 (M2 „Krim“ – Sykowka – Maloje Annenkowo – 38K-039) und 18 km vom nächsten Bahnhof Wosy (Eisenbahnstrecke Orjol – Kursk) entfernt.
Der Ort liegt 170 km vom internationalen Flughafen von Belgorod entfernt.